# Jeffrey Gibson
Jeffrey A. Gibson (* 31. März 1972 in Colorado, USA) ist ein US-amerikanischer Maler und Bildhauer.

## Leben
Gibson zog mit seiner Familie, die von den Indianerstämmen der Choctaw und der Cherokee abstammt, als Kind häufig um. So lebte er zum Beispiel auch in Deutschland und Korea. 1995 schloss er seine Studien am Art Institute of Chicago mit einem Bachelor of Fine Art ab. 1998 konnte er am Royal College of Art in London den M.A. erringen. Das Studium in London wurde ihm durch die Mississippi Band of Choctaw Indians ermöglicht. Als eines seiner Vorbilder als indigener Künstler benannte Gibson Jaune Quick-to-See Smith.
Gibson war am  New Yorker Bard College Artist in Residence und lehrte dort Studio Art. 2010 war er am California College of the Arts als Gastlehrer tätig.
Gibson lebt und arbeitet seit 1999 mit seinem Ehemann, dem norwegischen  Bildhauer Rune Olsen in Hudson (New York).

## Preise und Auszeichnungen
- 2012: Smithsonian Institution Contemporary Arts Grant
- 2019: MacArthur Fellowship
- 2024: Jeffrey Gibson wird die USA auf der Biennale Venedig vertreten und dort als erster indigener Künstler eine Einzelausstellung im Pavillon der USA haben.[3]
- 2025: Mitglied der American Academy of Arts and Sciences

## Sammlungen mit Werken des Künstlers
- Eiteljorg Museum of American Indians and Western Art, Indianapolis, Indiana, USA.
- Smithsonian Institution, Museum of the American Indian, Washington, D.C., USA.

## Ausstellungen
- 2013: Sakahan, National Gallery of Canada, Ottawa, Ontario, Kanada.
- 2013: Said the Pigeon to the Squirrel, National Academy Museum and School, New York City, USA.
- 2012: Shapeshifting, Peabody Essex Museum, Salem, Massachusetts, USA.
- 2010: Collision, Rhode Island School of Design. Providence, Rhode Island, USA.
- 2008: Voices From the Mound, Institute of American Indian Arts, Santa Fe, New Mexico, USA.
- 2006: Tropicalisms, Jersey City Museum, New Jersey, USA.